# Next Music +HD
Trwa dyskusja nad usunięciem tego artykułu, kliknij i weź w niej udział.
Next Music +HD – polski kanał muzyczny działający w latach 2011–2015.Tworzony był przez spółkę Astro SA, właściciela marki Next na polskim rynku.

## Historia
Kanał rozpoczął nadawanie 1 lipca 2011 pod nazwą Next Music HD, jednak 18 października 2011 lekko zmodyfikowano nazwę dodając znak „+”. Tłumaczono to faktem, iż nie wszystkie teledyski były nadawane w HDTV. Sygnał HD-SDI przesyłany był do operatorów drogą naziemną z wykorzystaniem łączy światłowodowych. W późniejszym czasie - 1 czerwca 2012 roku uruchomiona została również wersja SDTV kanału. Stacja w obydwu wersjach zakończyła nadawanie wraz z tematycznymi kanałami nadawcy. Sygnał stacji był dostępny w wybranych sieciach kablowych, operatorów IPTV i w internecie.